# Antoine Valois-Fortier
Antoine Valois-Fortier (ur. 13 marca 1990 r. w Quebecu) – kanadyjski judoka, brązowy medalista igrzysk olimpijskich w Londynie, wicemistrz świata, brązowy medalista igrzysk panamerykańskich.

## Igrzyska olimpijskie
Na Igrzyskach olimpijskich w 2012 roku w Londynie zdobył brązowy medal w kategorii do 81 kg. W ćwierćfinale przegrał z Rosjaninem Iwanem Nifontowem, lecz po zwycięstwie w repasażu z Argentyńczykiem Emmanuelem Lucentim wygrał pojedynek o brązowy medal z reprezentantem Stanów Zjednoczonych Travisem Stevensem.
| Runda         | Przeciwnik       | Wynik       | Osiągnięcie |
| ------------- | ---------------- | ----------- | ----------- |
| 1. runda      | Elnur Məmmədli   | W 0001–0001 | brąz        |
| 2. runda      | Euan Burton      | W 1000–000= | brąz        |
| 3. runda      | Srđan Mrvaljević | W 0112–0011 | brąz        |
| Ćwierćfinał   | Iwan Nifontow    | P 0000–0100 | brąz        |
| Repasaż       | Emmanuel Lucenti | W 0101–0001 | brąz        |
| Brązowy medal | Travis Stevens   | W 0011–0000 | brąz        |

| Runda       | Przeciwnik          | Wynik     | Osiągnięcie |
| ----------- | ------------------- | --------- | ----------- |
| 1. runda    | Wolny los           | Wolny los | Ćwierćfinał |
| 2. runda    | Loïc Pietri         | W 001–000 | Ćwierćfinał |
| 3. runda    | Emmanuel Lucenti    | W 010–010 | Ćwierćfinał |
| Ćwierćfinał | Chasan Chałmurzajew | P 000–010 | Ćwierćfinał |
| Repasaż     | Takanori Nagase     | P 000–100 | Ćwierćfinał |
| Finał       | NQ                  | NQ        | Ćwierćfinał |